# Casino dei Boschi
Il Casino dei Boschi è un edificio dalle forme neoclassiche, situato all'interno del parco naturale regionale dei Boschi di Carrega in via Olma 2 a Sala Baganza, in provincia di Parma.

## Storia

### XVII secolo
Fino agli inizi del XVII secolo le boscose colline adiacenti al borgo di Sala appartenevano ai conti Sanvitale, da lungo tempo feudatari della zona e proprietari anche della rocca al centro dell'abitato. Nel 1606 l'area fu compresa nel vasto territorio che il duca di Parma Ranuccio I Farnese dichiarò riserva di caccia ducale.
Nel 1612 tutti i beni del ramo salese dei Sanvitale furono confiscati da Ranuccio, insieme a quelli di numerosi altri nobili del Parmense condannati a morte con l'accusa di aver partecipato alla "congiura dei feudatari" ai danni del sovrano.

### XVIII secolo
I Farnese mantennero il possesso della zona fino agli inizi del secolo seguente, continuando a utilizzare i boschi come riserva di caccia; la rocca di Sala e il territorio circostante furono particolarmente apprezzati soprattutto dal duca Antonio, che morì nel 1731, segnando la fine della casata.

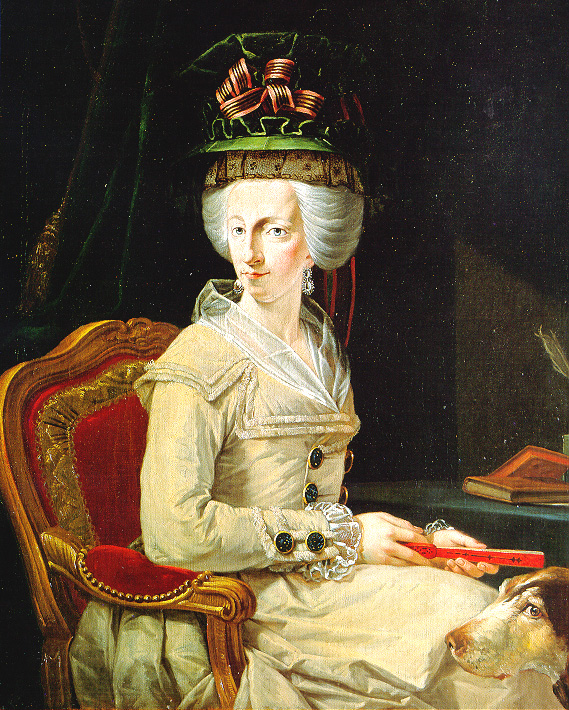
Maria Amalia in un ritratto di Domenico Muzzi (1778-1779)

Anche i primi Borbone dimostrarono interesse per Sala e Filippo, grande amante dell'arte venatoria, estese ulteriormente le riserve di caccia ducali, provocando danni alle coltivazioni e ingenti spese per lo Stato. Dopo la sua morte nel 1765 e l'ascesa al trono del figlio Ferdinando, il primo ministro Guillaume du Tillot, per contenere i costi, trasformò i boschi di Sala in parco, ma nel 1771 fu rimosso dal suo incarico per volere di Maria Amalia, moglie di Ferdinando.
La Duchessa, di indole ribelle e indipendente, scelse la rocca di Sala come luogo di villeggiatura estiva e si legò tanto al territorio circostante che decise di costruire una nuova residenza all'interno dei boschi. Per questo incaricò l'architetto di Corte Ennemond Alexandre Petitot della completa ricostruzione dell'antico casino di caccia che sorgeva al centro della tenuta; sul luogo del preesistente edificio, fu progettato un elegante palazzo neoclassico a pianta rettangolare, caratterizzato dalla presenza di un portico centrale sovrastato da un loggiato nel mezzo della facciata, di un'ampia torre al centro del tetto e di un cortile sul retro, chiuso su due lati da mura e sul fondo da un grande oratorio dominato da un alto campanile. Inoltre, Maria Amalia fece realizzare non lontano dalla villa un bagno campestre, costituito da una serie di vasche situate all'interno di una grotta. I lavori, avviati nel 1775, si protrassero per quattordici anni, fino alla solenne inaugurazione che si svolse il 21 giugno 1789.
La Duchessa, amante dell'arte venatoria, trasformò i boschi in riserva di caccia personale, predisponendo ampi spazi per cani da ferma e per uccelli esotici; fece inoltre erigere accanto alla rocca di Sala una grande stalla per cavalli. Gli imponenti lavori obbligarono Maria Amalia a contrarre grossi debiti con vari banchieri.

### XIX secolo
Dopo la morte di Ferdinando nel 1802, Maria Amalia fu costretta all'esilio dalle truppe napoleoniche che nel 1796 avevano occupato il Ducato di Parma e Piacenza; la Duchessa trovò inizialmente rifugio a Venezia, ove fece inviare parte dei suoi beni personali. Lo Stato fu inizialmente amministrato da Médéric Louis Élie Moreau de Saint-Méry, per poi essere annesso nel 1808 all'Impero francese quale dipartimento del Taro.
Nel frattempo, Maria Amalia scomparve a Praga nel 1804 e il Casino dei Boschi passò alla nuora Maria Luisa di Borbone, vedova del re d'Etruria Ludovico. A causa degli ingenti debiti contratti durante la costruzione, la tenuta fu affittata al capitano dell'esercito napoleonico Michele Varron, già proprietario anche della rocca di Sala donatagli dall'Imperatore.

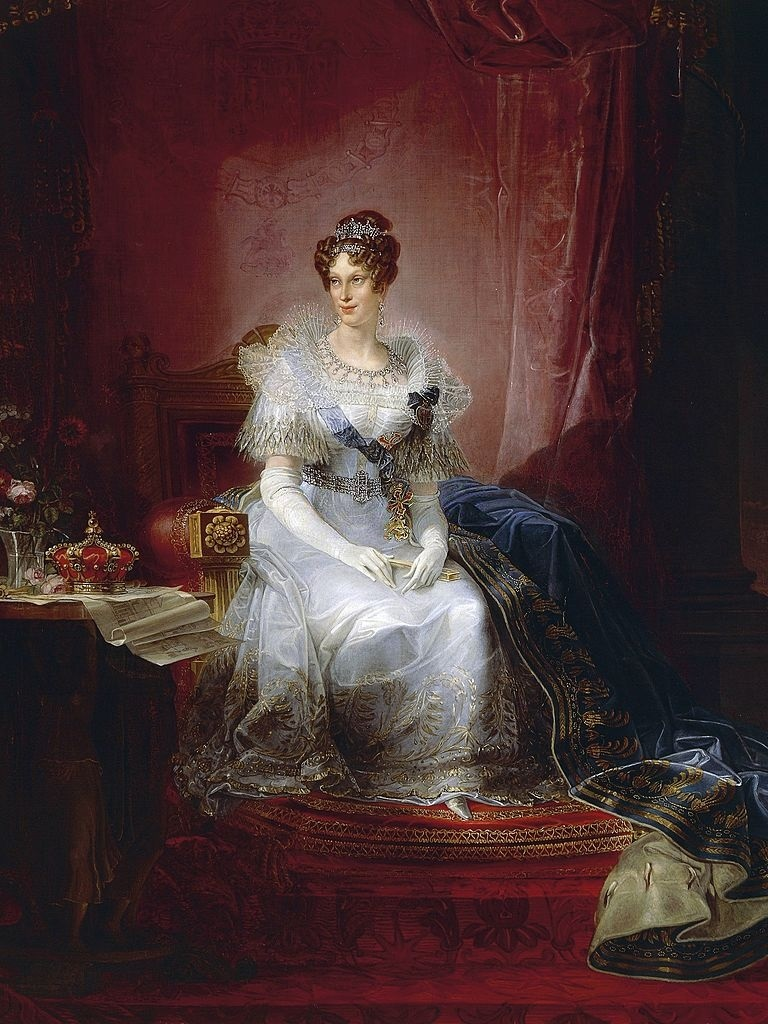
Maria Luigia in un ritratto di Giovan Battista Borghesi (1837-1839)

Dopo la Restaurazione, il Ducato fu ripristinato e assegnato a Maria Luigia d'Asburgo, che nel 1819 acquistò al costo di 75 219 lire parmigiane il Casino, i boschi e tutte le dipendenze. La Duchessa, desiderosa di trasformare l'edificio nella sua residenza di villeggiatura, si rivolse all'architetto di Corte Nicola Bettoli affinché modificasse e ampliasse notevolmente la villa. I lavori, alla cui progettazione forse concorse anche l'architetto Paolo Gazola, furono avviati nello stesso anno e si protrassero fino al 1826. Il palazzo di Maria Amalia fu notevolmente ingrandito su entrambi i lati e fu sopraelevato di un piano demolendo la torre centrale, mentre nella facciata furono chiusi il portico e il loggiato sovrastante; il cortile posteriore fu contornato da un porticato su tre lati, mentre la cappella fu riedificata abbattendo il campanile; sul retro furono eretti alcuni edifici di servizio, accanto ai quali, recuperando le colonne del parco della palazzo Ducale di Colorno, fu aggiunto un lunghissimo portico, noto come "Prolunga", al cui centro fu costruito un fabbricato più ampio, detto "Casinetto", contenente il teatrino di corte.
Maria Luigia comprò inoltre numerose proprietà confinanti e deviò il tracciato della strada comunale, allontanandolo dalla villa. Incaricò il giardiniere Carlo Barvitius della realizzazione, con la collaborazione di Antonio Linhart, di un grandioso parco all'inglese, ricchissimo di piante monumentali provenienti dall'Appennino parmense, dalle Alpi del Trentino e da Paesi esotici; furono inoltre tracciate, in aggiunta ai percorsi rettilinei preesistenti, numerose strade dalle forme curvilinee, per collegare a Collecchio e Sala Baganza la villa e i numerosi edifici di servizio. Le opere furono portate a termine nel 1832, per un costo complessivo di 890 000 lire parmigiane, comprensivo dei lavori di ampliamento e arredamento del Casino.
Nel frattempo, nel 1827 la Duchessa acquistò dagli eredi del capitano Pietro Fedolfi la vicina tenuta del Ferlaro, commissionando all'architetto Gazola la trasformazione dell'antico casino di caccia che vi sorgeva in una villa neoclassica per i suoi due figli Albertina e Guglielmo di Montenuovo, avuti dal marito morganatico Adam Albert von Neipperg; la struttura fu completata nel 1831. La residenza fu collegata al Casino attraverso un maestoso viale di cedri.
Il 1º settembre 1835 Maria Luigia donò alla Camera ducale di Parma l'immensa proprietà. Negli anni seguenti all'interno del parco furono costruiti su disegno del Gazola altri edifici di servizio, commissionati dalla Duchessa: nel 1843 fu eretto il casinetto del Serraglio, mentre entro il 1846 fu innalzato il Conventino. Nel 1845 l'architetto progettò anche un ampliamento del "Casinetto", che però non fu realizzato.

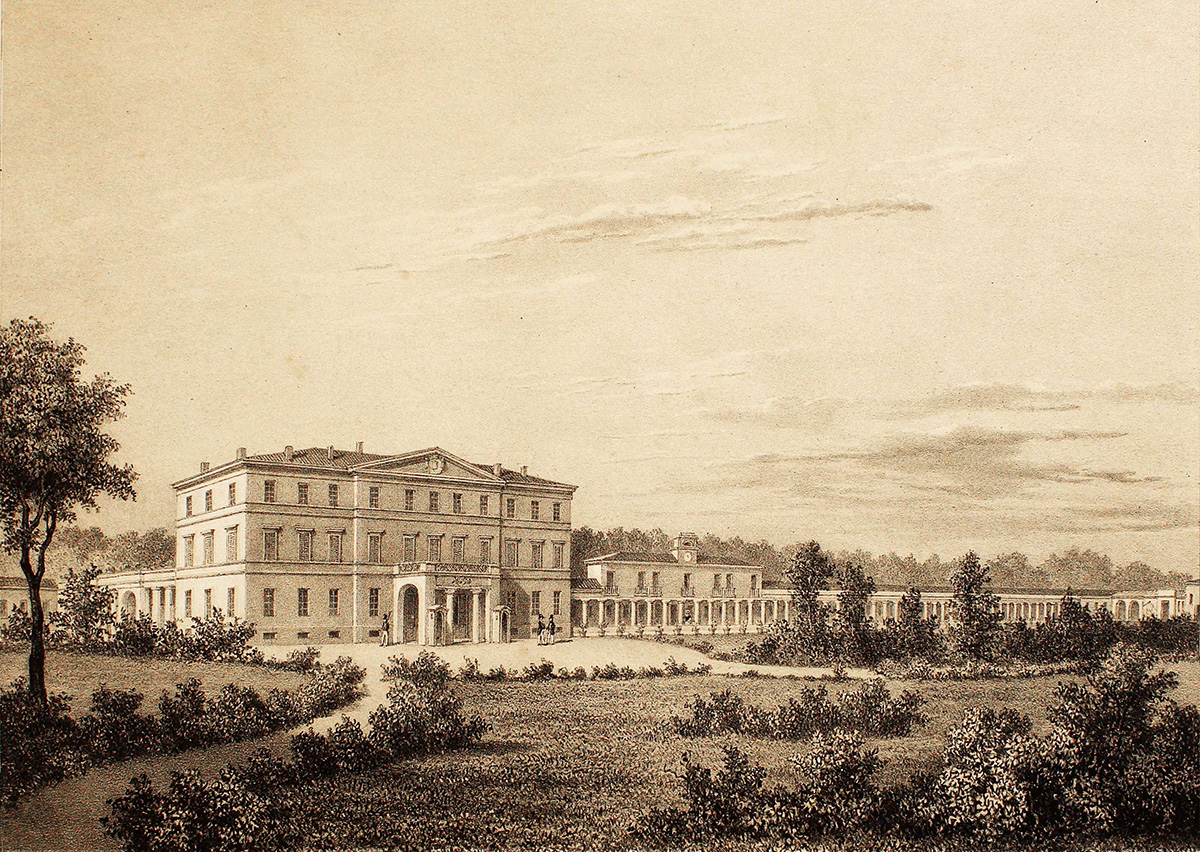
Pietro Mazza, Casino de' Boschi posto in Sala, 1845

Alla morte della sovrana nel 1847, la tenuta tornò nella disponibilità dei duchi Borbone, che continuarono a utilizzare il Casino quale residenza di villeggiatura.
Dopo l'Unità d'Italia del 1860, la proprietà pervenne ai Savoia, che spogliarono gli edifici di tutti i loro arredi per inviarli nella villa di San Michele in Bosco di Bologna, nella villa La Petraia di Firenze e nella villa di Poggio a Caiano; le argenterie furono invece portate a Torino. Nel 1865 il parco fu trasformato in riserva reale di caccia. Infine, tra il 1871 e il 1872 i sovrani cedettero la tenuta all'ingegner Severino Grattoni come compenso per la progettazione e direzione dei lavori del traforo ferroviario del Frejus.
Dopo la morte del Grattoni nel 1876, gli ingenti costi di mantenimento e manutenzione convinsero la vedova a mettere in vendita la proprietà. Nel 1883 fu formalizzato l'acquisto da parte dei marchesi genovesi Andrea e Giovanni Battista Carrega, principi di Lucedio.
Nel 1897 Franco, figlio di Andrea, comprò altre proprietà adiacenti, estendendo la superficie complessiva del parco fino all'incirca a 1200 ettari.

### XX secolo
Nei primi anni del XX secolo il Casino fu sottoposto a lavori di restauro per volere del principe Franco, che si occupò anche della sistemazione del parco, aggiungendo numerose piante esotiche e realizzando alcuni laghi. Alla sua morte nel 1923, la tenuta fu divisa in due parti tra i figli Andrea, che ereditò il Casino dei Boschi, e Giacomo, al quale passò il Ferlaro.
Durante la seconda guerra mondiale la porzione nord del parco fu pesantemente danneggiata a causa dello scoppio dei depositi di munizioni tedeschi che vi erano stati realizzati, colpiti dai bombardamenti alleati; al posto della distrutta pineta di altissimi abeti che vi cresceva, in seguito crebbe spontaneamente una boscaglia.
Nel dopoguerra i principi Carrega affittarono parte della "Prolunga" e della "Corte rustica", nota anche come "Ghetto", a circa 30 nuclei familiari; vi furono impiantate anche alcune attività artigianali, che con alcuni ampliamenti e superfetazioni modificarono in modo incongruo quella porzione del complesso; gli ultimi abitanti abbandonarono il luogo dopo il 1960, mentre il Casino sprofondò nel degrado. Inoltre, nonostante la dichiarazione ministeriale del 1966 di notevole interesse pubblico dei Boschi di Carrega e del Casino dei Boschi, in quegli anni varie porzioni dell'immenso parco iniziarono a essere lottizzate, con la costruzione di ville private; per impedire la prosecuzione di tale opera, i Comuni di Parma, Collecchio, Felino, Fornovo di Taro e Sala Baganza, insieme alla Provincia di Parma, si associarono in un consorzio, che diede l'impulso all'istituzione nel 1982 del Parco naturale regionale dei Boschi di Carrega da parte della Regione Emilia-Romagna.
Il 9 novembre 1983 un forte terremoto colpì la zona, provocando ingenti danni al Casino dei Boschi, che divenne in parte inagibile.
Nel 1994 i Carrega alienarono il "Casinetto" al consorzio Parco naturale regionale dei Boschi di Carrega, che si occupò del suo restauro; l'ente acquistò negli anni seguenti anche il parco di fronte alla villa, da allora aperto al pubblico, e alcune porzioni del complesso, tra cui la "Prolunga nord" e la "Ghiacciaia piccola".

### XXI secolo
A eccezione di una parte della "Prolunga sud", ancora abitata, e del "Casinetto", il resto dell'edificio rimase in condizioni precarie, tanto da indurre negli anni seguenti un gruppo di persone a costituire un comitato volto a salvaguardare dal crollo la struttura. Nel 2014 furono raccolti 5 567 voti nel censimento del progetto "I Luoghi del Cuore" promosso dal Fondo Ambiente Italiano, cui l'anno seguente il principe Raffaele Carrega Bertolini manifestò la disponibilità a donare il Casino allo scopo di consentirne il restauro, dal costo stimato di 25 milioni di euro.
Tuttavia, nulla cambiò negli anni successivi e nel 2023 l'ente Parchi del Ducato, subentrato nel 2012 nella proprietà della porzione pubblica del complesso di edifici, decise, suscitando varie critiche, di metterla interamente in vendita unitamente a 3 ettari del parco immediatamente a est, nell'impossibilità economica di effettuare gli indispensabili lavori di recupero. La successiva asta non ebbe successo.

## Descrizione
L'enorme parco, esteso su una superficie di 2600 ettari, di cui 1400 di preparco, si sviluppa in zona collinare tra i centri di Talignano, Pontescodogna, Collecchio, Sala Baganza e San Vitale Baganza; è attraversato da una serie di viali ad andamento curvilineo e rettilineo, due dei quali conducono al Casino dei Boschi, posto in posizione quasi baricentrica all'interno della tenuta; il grande complesso è composto dalla villa, dalla "Prolunga" con "Casinetto" centrale, dalla "Corte rustica" o "Ghetto", dalla "Casa di Pietra" e dalle ghiacciaie.

### Villa

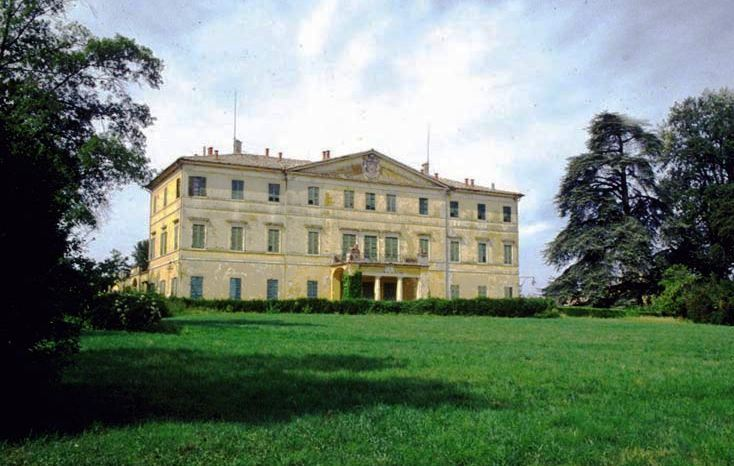
La facciata della villa vista dal giardino monumentale

La villa, sviluppata su una superficie complessiva di circa 3 000 m², è composta dall'edificio residenziale anteriore, elevato su tre livelli, e dal corpo posteriore a un solo piano, divisi da una corte interna circondata da porticato.
La simmetrica facciata principale, interamente intonacata come il resto della struttura, si erge su tre livelli principali fuori terra, scanditi da coppie di fasce marcapiano; il prospetto è suddiviso verticalmente in tre parti, di cui la centrale in lievissimo aggetto; nel mezzo sono collocati tre ampi portali d'ingresso preceduti da un portico, retto da due massicci pilastri alle estremità e da due colonne coronate da capitelli dorici al centro, a sostegno del balcone del piano superiore; su quest'ultimo si aprono tre portefinestre delimitate da cornice e architrave superiore, analoghe alle aperture laterali; a coronamento si innalza un ampio frontone triangolare, al cui centro si staglia un grande stemma del ducato di Parma, Piacenza e Guastalla all'epoca della duchessa Maria Luigia.

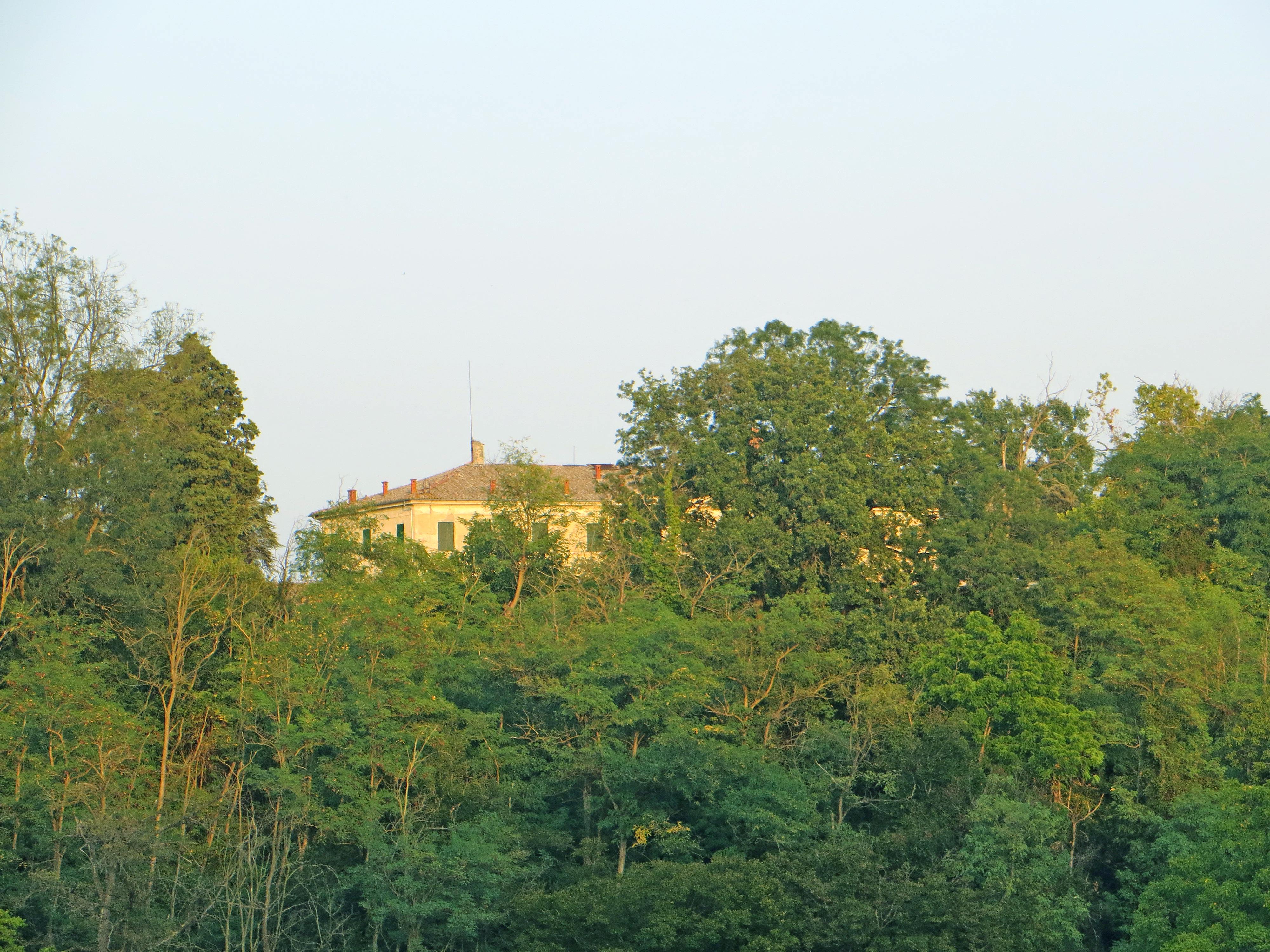
Il retro della villa visto dai boschi di Carrega

Il simmetrico prospetto posteriore, su cui proseguono le linee della facciata principale, presenta nel mezzo un avancorpo, coronato da un frontone triangolare; il livello terreno si apre su un'ampia corte circondata da un quadriportico, retto da un colonnato dorico e sormontato da un terrazzo, che prosegue sul corpo posteriore a un solo piano. Al suo interno sorge un piccolo oratorio, sviluppato su un impianto a navata unica, coperta da una volta a crociera e affiancata su ogni lato da un matroneo, che si affaccia sull'aula attraverso un'ampia arcata ribassata; tutte le superfici sono decorate con affreschi neogotici rappresentanti vari santi, eseguiti da Cecrope Barilli verso la fine del XIX secolo. Sul retro si aprono su una piccola corte vari locali di servizio, collegati con la "Prolunga".
All'interno della villa, si accede alla sala delle Conchiglie, che costituisce l'originario porticato chiuso nel XIX secolo; l'ambiente, suddiviso in tre campate, presenta sulle pareti e sulle volte a vela una ricchissima decorazione realizzata nel 1789 interamente con conchiglie e stucchi da Fortunato Rusca e Pietro de Lama su disegno di Benigno Bossi. Ai lati si aprono numerose sale, coperte da volte, in parte prive delle decorazioni settecentesche e ottocentesche, coperte o rimosse dopo il 1883 per volere di Giovanni Battista Carrega in quanto deteriorate; alcune stanze erano in precedenza ornate con affreschi realizzati da Antonio Bresciani nel 1785 e da Domenico Aretusi, Giuseppe Martini e Prospero Cristiano Paladini verso il 1802.
Uno scalone a due rampe contrapposte a emiciclo conduce al primo piano, ove si trovano numerosi ambienti, tra cui la sala del biliardo e varie stanze da letto; tra queste, la camera di Maria Luigia presenta un pavimento in legno intarsiato con le iniziali M.L. e conduce alla stanza da bagno, ove sono conservati una vasca in marmo e un lavandino a forma di conchiglia. Sul retro si apre una saletta commissionata dalla duchessa Maria Amalia, interamente ricoperta sulle pareti con una boiserie in pannelli lignei intagliati in stile Luigi XVI forse da Ignazio Verstrackt o da Ignazio Marchetti.
Al secondo piano si trovano numerosi altri ambienti, destinati a camere da letto o locali di servizio.

### Prolunga
Il lunghissimo edificio noto come "Prolunga", sviluppato su una superficie complessiva di circa 3 800 m², si estende da sud a nord a partire dal retro della villa, superando il "Casinetto" centrale per raggiungere il "Ghetto".
La struttura, originariamente destinata a ospitare gli ambienti di servizio, la lavanderia, gli alloggi per la servitù, la foresteria e le attività artigianali, fu successivamente adibita a sede degli uffici amministrativi e delle scuderie e infine parzialmente trasformata in residenze, ancora presenti in parte della "Prolunga sud" appartenente ai principi Carrega; varie porzioni dell'edificio, abbandonate, versano in stato di profondo degrado.
Elevata su uno o due livelli, la "Prolunga" è caratterizzata dalla presenza del lungo porticato retto da colonne doriche, provenienti dal parco del palazzo Ducale di Colorno.

### Casinetto

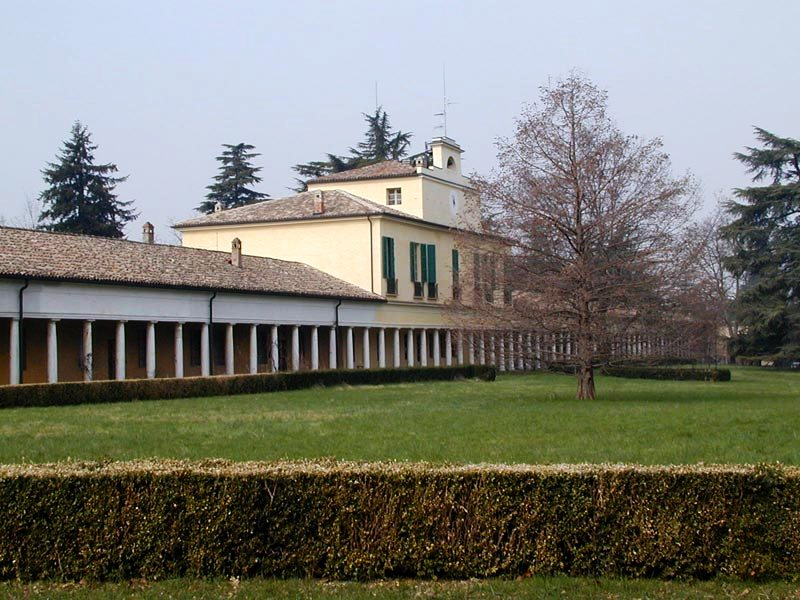
Il "Casinetto" al centro della "Prolunga"

Il "Casinetto", sviluppato su una superficie complessiva di circa 1 000 m², sorge al centro della Prolunga.
La struttura, originariamente destinata a teatrino di corte, appartiene dal 1994 al Consorzio Parco naturale regionale dei Boschi di Carrega, di cui ospita gli uffici amministrativi e il museo dei Boschi e del Territorio, comprendente la storica xiloteca dei principi Carrega, una mostra micologica e alcuni oggetti della tradizione contadina provenienti dalla collezione di Pietro Miodini.
Il simmetrico edificio si eleva, in continuità col colonnato della "Prolunga", su tre livelli fuori terra; il primo piano si affaccia sul giardino monumentale con una serie di portefinestre con balconcini, mentre in sommità si innalza nel mezzo una torretta con orologio, coronata da un frontone a gradoni con un campanile a vela centrale.

### Ghetto
La "Corte rustica" o "Ghetto", sviluppata su una superficie complessiva di circa 3 800 m², si estende, in adiacenza alla "Prolunga nord", attorno a un cortile centrale accessibile dal giardino monumentale attraverso un portale ad arco.
La struttura, realizzata nel XVIII secolo, fu ampliata verso est tra la metà del XIX e gli inizi del XX; fu in seguito adibita a sede di alcune attività artigianali e nuovamente modificata verso la metà del secolo con l'aggiunta di varie superfetazioni; successivamente abbandonata, versa in stato di profondo degrado.
Gli edifici rustici, interamente intonacati, si sviluppano su uno o due livelli, in parte preceduti da portici ad arco.

### Casa di Pietra
La "Casa di Pietra", sviluppata su una superficie complessiva di circa 950 m², si estende, isolata, a nord della "Corte rustica".
La struttura, costruita nel 1881 per ospitare la guarnigione, fu successivamente ampliata verso est; completamente abbandonata, versa in stato di profondo degrado, con alcune porzioni crollate.
L'edificio presenta un ampio porticato esteso su tre lati.

### Ghiacciaie
Le ghiacciaie, sviluppate su una superficie complessiva di circa 275 m², sono collocate ai due margini della "Prolunga".
La "Ghiacciaia grande", quasi completamente crollata, è posizionata a nord del complesso.
La "Ghiacciaia piccola" sotterranea, ristrutturata dal Consorzio, è posta a ovest della villa, sul retro della "Prolunga sud"; coperta da una cupola, è raggiungibile attraverso una scalinata.

### Parco
Il parco regionale, istituito nel 1982 per bloccare la lottizzazione della tenuta, si sviluppa sui primi rilievi appenninici appartenenti ai comuni di Collecchio e Sala Baganza; coperto prevalentemente da boschi attraversati da strade rettilinee e curvilinee, presenta anche numerose ampie radure e qua e là alcuni laghetti artificiali, tra cui il lago delle Ninfee, il lago Svizzera e il lago delle Navette.
La porzione centrale prossima al Casino, nota come "Giardino monumentale", si distingue per la maggior organizzazione degli spazi, ove gli ampi prati si alternano alle boscaglie di alberi secolari; il complesso è raggiungibile da due ingressi monumentali.
L'accesso principale da via Olma è costituito da un grande viale rettilineo, affiancato da antichi esemplari di cedri dell'Atlante e libocedri, frammisti a cerri, frassini maggiori, ornielli e altri alberi cresciuti spontaneamente; più all'esterno, oltre le praterie, emergono dai boschi altre piante ornamentali secolari, tra cui cipressi, platani e cedri dell'Atlante. In una radura a est della strada sono situate le tombe di alcuni principi Carrega.
A sud-ovest della villa è collocata una fontana sormontata da una lapide, a testimonianza della cerimonia di inaugurazione del canaletto di Sala a servizio della tenuta, svoltasi l'8 giugno 1884.
La prateria antistante il Casino è percorsa da un vialetto, delimitato da ordinate siepi di bosso, che collega la villa col "Ghetto" sviluppandosi parallelamente alla "Prolunga"; nel mezzo si stagliano un cipresso calvo e un platano monumentali, mentre nei pressi della villa si trovano alcuni gruppi di piante secolari, tra cui frassini, cedri e platani.
Di fronte al "Casinetto" si sviluppa il vialetto rettilineo, delimitato da vegetazione spontanea, che conduce al secondo accesso su via Case Nuove; la cancellata d'ingresso è affiancata dalla "Portineria Ponte Verde", edificio simile a uno chalet alpino adibito a punto di ristoro; la strada prosegue verso est nel viale di cedri che conduce alla villa del Ferlaro.
Il retro della "Prolunga" e la zona adiacente alla "Corte rustica" e alla "Casa di Pietra" sono coperti da fitte boscaglie di alberature spontanee, tra cui emergono alcuni esemplari secolari di farnie e roveri, che si mescolano alle piante monumentali scelte dal Barvitius, comprendenti cedri, libocedri, frassini e, nei pressi dei vialetti, alcuni arbusti di bosso.
A breve distanza dal Casino, all'interno della faggeta di Maria Amalia posta a sud, si trova l'omonima grotta tardo settecentesca, originariamente arricchita da alcune vasche, da una cascatella e da una serie di giochi d'acqua, proveniente attraverso tubazioni sotterranee da una cisterna rettangolare, utilizzata anticamente anche per la raccolta dell'acqua piovana.
Nella porzione nord del grande parco, sorge su una collinetta il Conventino, posto nelle vicinanze della strada omonima a poca distanza dal parcheggio del Serraglio; il portale d'ingresso dell'edificio, preceduto da una scala a rampe contrapposte, è delimitato da due colonne corinzie; all'interno sono presenti alcuni ambienti coperti da volte.